# Gigabit per seconde

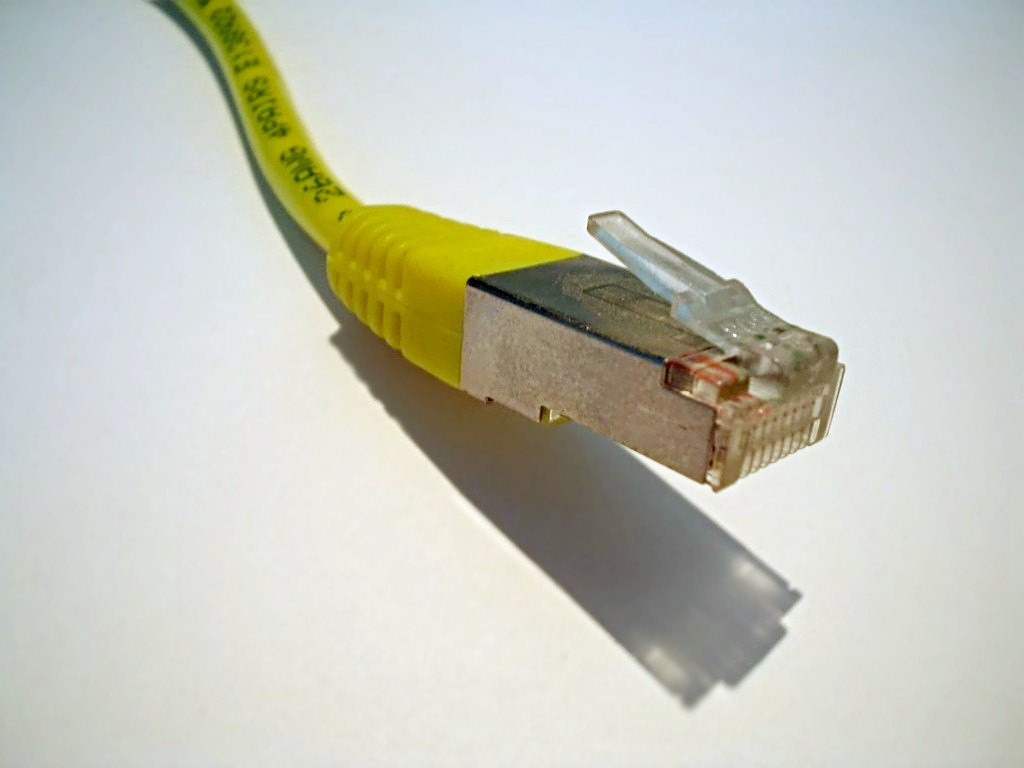
Een RJ-45 ethernet aansluiting

Gigabit per seconde is een in de computerindustrie gebruikelijke eenheid voor de snelheid van gegevensoverdracht. Het symbool is Gbit/s maar wordt vaak "Gbps" geschreven. Het is de snelheid in miljarden (giga in de betekenis van 1 000 000 000) bits (dus niet bytes) per seconde. Doorgaans is dit een brutowaarde, dus inclusief de overhead voor diverse transmissieprotocollen. De waarde vindt vooral toepassing bij systemen voor seriële gegevensoverdracht.
Deze term wordt voornamelijk gebruikt bij internet en lokaal computernetwerk. Verbindingen van 1 Gbit/s en sneller komen onder andere voor als backbone van een netwerk of als verbinding naar servers.

## Terabit
Eén terabit per seconde (symbool Tbit/s of Tb/s, soms afgekort als "Tbps") komt overeen met 1000 gigabit per seconde